# Consejo Consultivo de Extremadura
El Consejo Consultivo de Extremadura es un órgano creado por el Estatuto de Autonomía de Extremadura y regulado por la Ley 16/2001, de 14 de diciembre, de la Asamblea de Extremadura (actualmente la norma está derogada), con sede en Badajoz, al que se le define como un "órgano superior de consulta de carácter técnico-jurídico, separado de los órganos decisorios, dotado de autonomía orgánica y funcional" que dictamina, de conformidad con la Ley de su creación y el Estatuto de Autonomía, los anteproyectos de ley, disposiciones de carácter general y cualesquiera otros actos administrativos emanados de los órganos de la organización de la comunidad autónoma de Extremadura.
Según noticia publicada en prensa (Europa Press el 27 de julio de 2017) la Sección Primera de la Sala de lo Contencioso-Administrativo del Tribunal Supremo ha confirmado que la supresión del Consejo Consultivo de Extremadura, acordada por la ley autonómica 19/2015 de 23 de diciembre, no vulnera el Estatuto de Autonomía de esta comunidad autónoma.
Actualmente, en noviembre de 2018, no existe el Consejo Consultivo de Extremadura.

## Composición
El Consejo está compuesto por Consejeros electivos y Consejeros permanentes (art. 4 de la Ley). Los electivos son cinco (tres por mayoría absoluta de la Asamblea de Extremadura y dos por el Consejo de Gobierno de la Junta) por un periodo de cinco años (prorrogables por otros cinco) entre juristas de reconocido prestigio, vecinos de Extremadura, con más de 10 años de experiencia profesional Los Consejeros permanentes son aquellos extremeños que hayan sido: Presidentes del Gobierno, del Congreso de los Diputados, del Senado, del Tribunal Supremo, de la comunidad autónoma de Extremadura, de la Asamblea de Extremadura y del Tribunal Superior de Justicia de Extremadura. El Presidente del Consejo es elegido por mayoría absoluta entre sus miembros.
El Consejo cuenta con un letrado-secretario general y un cuerpo de letrados, además del personal auxiliar que sea necesario.

## Competencias y funciones
El Consejo ejerce su actividad emitiendo dictámenes a solicitud de alguno de los órganos de la comunidad autónoma. Serán preceptivos aquellos que establecen las leyes y el Estatuto de Autonomía, y podrán ser vinculantes o no según dicte la norma al respecto.
La Ley 16/2001, determina en su artículo 13 que son preceptivos los informes sobre:
a) Anteproyectos de reforma del Estatuto de Autonomía de Extremadura.
b) Anteproyectos de Leyes y normas con fuerza de ley.
c) Proyectos de reglamentos o disposiciones de carácter general que se dicten en ejecución de leyes, y sus modificaciones.
d) Anteproyectos de ley y proyectos de disposiciones administrativas que afecten sustancialmente a la organización, competencia o funcionamiento del Consejo Consultivo.
e) Recursos de inconstitucionalidad y conflictos de competencia con carácter previo a su interposición así como los conflictos en defensa de la autonomía local que se planteen ante el Tribunal Constitucional.
f) Conflictos de atribuciones que se susciten entre las instituciones de autogobierno de la comunidad autónoma de Extremadura.
g) Además, lo serán las transacciones judiciales y extrajudiciales de órganos de la comunidad autónoma, los expedientes sobre responsabilidad patrimonial, revisión de oficio de los actos administrativos, y otros que, en general, puedan suponer una desviación de la legislación sobre contratación de las administraciones públicas, concesiones administrativas, cambios en el planeamiento urbanístico y la creación o supresión de municipios o sus términos municipales.

## Efectos de los dictámenes
Los dictámenes vinculantes obligan a la administración y no se podrán dictar disposiciones contrarias a los mismos; en los no vinculantes, la norma que se dicte deberá informar si se separa o no del informe del Consejo Consultivo mediante las fórmulas: "de acuerdo con el Consejo Consultivo" u "oído el Consejo Consultivo".